# Такао, Синдзи
Синдзи Такао (яп. 高尾 紳路 Такао Синдзи, родился 26 октября 1976 года) — известный японский го-профессионал, один из выдающихся игроков начала XXI века.

## Биография
Синдзи Такао получил первый профессиональный го разряд в 1991 году. В 2005 году он завоевал титул Хонъимбо, выиграв в решающем матче пол-очка (минимально возможный победный результат). Такао вместе с Тё У, Наоки Ханэ и Кэйго Ямаситой составляет так называемую группу «четырёх императоров» современного японского го.
На протяжении своей спортивной карьеры Такао находился в постоянном соперничестве с Кэйго Ямаситой. Оно началось в августе 1986 года во время японского чемпионата среди школьников, где в финале 9-летний Такао проиграл 8-летнему Ямасите. Будучи уже профессионалами, в борьбе за различные го-титулы они встречаются в принципиальных поединках с 1996 года по настоящее время.
Партия Синдзи Такао от 19 марта 2000 года против Кэйго Ямаситы, где был использован необычный дебют с ходами в нетрадиционные для начала партий пункты 5-5 и тэнгэн (центр доски), появилась в полнометражном эпизоде аниме Хикару и Го «Путешествие на Кубок Северной Звезды».

## Титулы
| Титул                | Годы             |
| -------------------- | ---------------- |
| Существующие         | 10               |
| Мэйдзин              | 2006             |
| Хонъимбо             | 2005-2007        |
| Дзюдан               | 2008             |
| Рюсэй                | 2000, 2004       |
| Синдзин-О            | 1996             |
| Daiwa Cup            | 2006, 2007 (3rd) |
| Ранее существовавшие | 3                |
| Кубок NEC            | 2012             |
| NEC Сюнъэй           | 2000, 2002       |
| Всего                | 13               |

Участвовал в розыгрыше
| Титул                | Годы       |
| -------------------- | ---------- |
| Существующие         | 8          |
| Мэйдзин              | 2007       |
| Хонъимбо             | 2008, 2009 |
| Дзюдан               | 2003, 2009 |
| Agon Cup             | 1999       |
| Синдзин-О            | 1998, 2002 |
| Ранее существовавшие | 3          |
| Кубок NEC            | 2003, 2007 |
| Синъэй               | 2000       |
| Всего                | 11         |